# Herr Puntila und sein Knecht Matti (film 1957)
Herr Puntila und sein Knecht Matti è un film televisivo del 1957 diretto da Peter Palitzsch e Manfred Wekwerth tratto da Il signor Puntila e il suo servo Matti, lavoro teatrale di Bertolt Brecht. Il film fu trasmesso per la prima volta il 21 dicembre 1957.